# Tržišna ravnoteža
Tržišna ravnoteža predstavlja ravnotežu između svih različitih kupaca i prodavača.
Kućanstva ili poduzeća žele kupiti ili prodati određene količine ovisno o cijeni. Tržište pronalazi ravnotežnu cijenu koja istovremeno zadovoljava želje kupaca i prodavača.
- previsoka cijena uzrokuje nagomilavanje zaliha
- preniske cijene izazivaju ogromnu potražnju i nestašicu roba

### U savršenoj konkurenciji
Tržišna ravnoteža postignuta je na sjecištu krivulja ponude (S) i potražnje (D) pri cijeni p* i količini q*, odnosno na sjecištu prosječnog prihoda (AR) i graničnog troška (MC). U toj točki nema ni viškova ni manjkova.

## Ravnoteža ponude i potražnje
Cijena proizvoda optimalna kupcima, a s obzirom na količinu proizvoda i prodavačima.
Tržište određuje što, kako i za koga proizvoditi.
- Što?

Koje će se robe proizvoditi i u kojim količinama?
- Kako će se dobra proizvesti?(društvo mora odrediti tko će ostvariti proizvodnju, s kojim sredstvima i kojim tehnikama)

- Za koga? proizvoditi

(za koji krug potrošača je proizvod namijenjen)
Porast interesa potrošača utječe na porast cijena – to dovodi do povećanja količine proizvodnje. (poduzeća moraju obratiti pozornost na upotrebu najefikasnije metode za proizvodnju).

## Walrasovska ravnoteža
Walrasovska ravnoteža je kada promatramo što se događa s ravnotežom ako se mijenja cijena. Walrasova opća ravnoteža pokušava objasniti funkcioniranje makroekonomije u cjelini, a ne kao zbirke pojedinih tržišnih pojava.

## Marshallovska ravnoteža
Marshallovska ravnoteža je kada promatramo što se događa s ravnotežom ako se mijenja količina.

## Poveznice
- Ponuda
- Potražnja
- Ponuda i potražnja